# Трбух Париза
Трбух Париза је трећи роман циклуса Ругон-Макарови француског писца Емила Золе. Радња романа се одвија око монументалне централне пијаце (фр. Les Halles) у Паризу 19. вијека. Ради се о првом Золином роману у којем је централна тема радничка класа. 
Прича је концентрисана око избјеглог политичког затвореника Флорента и утиска који је оставио на Лизу Кену (из породице Макарт) и њену породицу, у којој је нашао уточиште.